# 중국은행

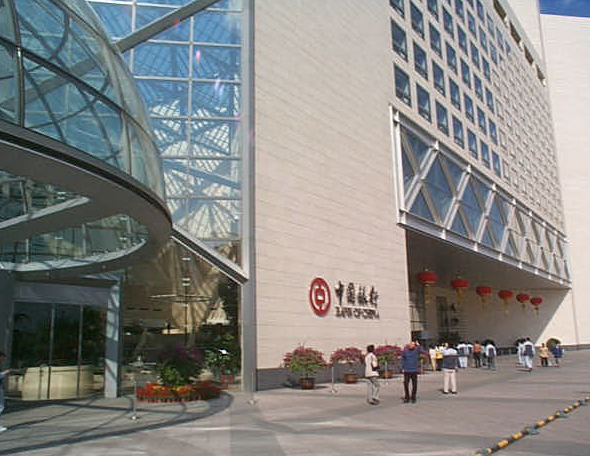

중국은행(중국어 간체자: 中国銀行, 정체자: 中國銀行, 병음: Zhōngguó Yínháng, Bank of China 약칭 BOC, 상하이: 601988, 홍콩: 3988)은 중화인민공화국 베이징에 본점을 두고 있는 국영상업은행으로 중국 최초의 은행이다. 정식 명칭은 중국은행고분유한공사(中国银行股份有限公司)이고 약칭은 중은(中銀)이다. 2003년에는 은행 총 자산이 세계에서 15번째로 큰 은행으로 평가되고 있다. 중국은행 홍콩지점은 중국은행과는 개별적으로 홍콩과 마카오에서 발권은행으로써의 업무를 맡고 있다.

## 역사
중국은행은 1905년 청나라 정부에 의해 대청호부은행(大清戸部銀行)이라는 이름으로 설립하였다. 1908년에는 대청은행(大清銀行)으로 명칭을 변경하였다. 신해혁명으로 청나라가 멸망한 후인 1912년 2월 쑨원에 의해 중화민국의 중앙은행으로서 지정되었지만, 1928년에 상업은행이 되었다. 1935년 중화민국 중앙은행, 중국농민은행, 교통은행과 함께 중화민국의 화폐를 발행하는 발권은행이 되었다.
중화민국이 국부천대를 하여 1949년 중국 대륙엔 중화인민공화국이 성립되면서 국영은행이 되어, 중국은행은 중국인민은행의 관리하에 중화인민공화국의 유일한 외환전문은행이 되었다. 1979년 경제개혁의 영향으로 중화인민공화국 국무원의 직속 기관으로 지정되었다. 개혁 개방 정책의 진전에 의해 1994년 국유상업은행으로 지정되어서 중국공상은행, 중국농업은행, 중국건설은행과 함께 중화인민공화국의 4대 국영상업은행이 되었다.
2004년 중국에서 처음으로 주식회사가 되었다.

## 같이 보기
- 중국인민은행
- 중국은행 (홍콩)
- 중국은행 타워 (상하이)